# Half Century Nunatak
Der Half Century Nunatak ist ein markanter Nunatak mit einer nach Osten ausgerichteten und hohen Felsstufe in der antarktischen Ross Dependency. Im Königin-Maud-Gebirge ragt er 6 km nördlich des Felsmassivs Dismal Buttress an der Westflanke des oberen Abschnitts des Shackleton-Gletschers auf. 
Die Südgruppe einer von 1961 bis 1962 durchgeführten Kampagne im Rahmen der New Zealand Geological Survey Antarctic Expedition benannte ihn anlässlich des 50. Jahrestags des erstmaligen Erreichens des geographischen Südpols durch den norwegischen Polarforscher Roald Amundsen.